# Демерс, Джейсон
Джейсон Демерс (англ. Jason Demers; род. 9 июня 1988, Дорваль, Квебек[…]) — канадский хоккеист, защитник.

## Игровая карьера

### Юниорская
Джейсон начал свою карьеру игрока в Главной юниорской хоккейной лиге Квебека, выступал в 2004—2008 годах за клубы «Монктон Уайлдкетс» и «Викториавилл Тайгерс». В сезоне 2007/08 был лидером «Викториавилл Тайгерс», набрав 64 очка (9+55) в 67 матчах регулярного чемпионата, в плей-офф провел 6 матчей, набрал 6 очков (1+5). На Драфте НХЛ 2008 был выбран в седьмом раунде под сто восемьдесят шестым номером клубом НХЛ «Сан-Хосе Шаркс».

### НХЛ
Сезон 2008/09 годов начал в фарм-клубе «Сан-Хосе Шаркс» в Американской хоккейной лиге «Вустер Шаркс», набрав 33 очка в 78 матчах и сыграв 12 матчей в плей-офф. Демерс дебютировал в НХЛ 1 октября 2009 в матче против «Колорадо Эвеланш». Свое первое очко заработал во втором матче сезона 3 октября в матче против «Анахайм Дакс», отдав голевую передачу на Бенна Ферреро. Свой первый гол в НХЛ забросил 15 ноября в матче против «Чикаго Блэкхокс», ворота которых защищал Кристобаль Юэ. 30 января 2010 года в матче против «Миннесота Уайлд» Демерс оформил первый в карьере дубль, забросив 2 шайбы в ворота Джоша Хардинга. Свою первую шайбу в серии плей-офф Демерс забросил в матче против «Чикаго Блэкхокс» 16 мая 2010 года.
В 2012 году участвовал в Кубке Шпенглера в швейцарском Давосе в составе сборной Канады, где стал победителем.
28 марта 2013 года в матче против «Детройт Ред Уингз», завершившемся победой «Сан-Хосе Шаркс» со счётом 2:0, защитник получил травму головы после силового приёма со стороны Кори Эммертона и был заменен на Брента Бёрнса.
21 ноября 2014 года был обменян вместе с правом выбора в третьем раунде драфта НХЛ 2016 года в «Даллас Старз» на защитника Брендена Диллона.
2 июля 2016 года подписал пятилетний контракт с «Флоридой Пантерз» на 22,5 млн долларов. Отыграв лишь сезон в составе «Флориды», летом 2017 года был обменян в «Аризону Койотис» на Джейми Макгинна.
В декабре 2021 года подписал контракт с клубом КХЛ «Ак Барс», но покинул команду в марте 2022 года после вылета клуба из Кубка Гагарина уже в первом раунде.

## Достижения
- Наибольшее кол-во передач среди защитников QMJHL (55) — 2008
- Наибольшее кол-во очков среди защитников QMJHL (64) — 2008
- Обладатель Кубка Шпенглера в составе Сборной Канады — 2012

## Личная жизнь
Джейсон Демерс родился в городе Дорваль канадской провинции Квебек в семье Гайлейн и Даррела Демерсов. В 2010-х Демерс узнал, что со стороны отца у него имеются еврейские корни
.

## Статистика
| Легенда | Легенда                    | Легенда | Легенда                   | Легенда | Легенда    |
| ------- | -------------------------- | ------- | ------------------------- | ------- | ---------- |
| И       | Количество проведённых игр | Штр     | Штрафное время            | +/−     | Плюс-минус |
| Г       | Голы                       | П       | Голевые передачи          | О       | Очки       |
| -       | Статистика неизвестна      | —       | Статистика не учитывалась |         |            |